# Tripterotyphis
Tripterotyphis is een geslacht van weekdieren uit de klasse van de Gastropoda (slakken).

## Soorten
- Tripterotyphis arcana (DuShane, 1969)
- Tripterotyphis fayae (Keen & Campbell, 1964)
- Tripterotyphis lowei (Pilsbry, 1931)
- Tripterotyphis robustus (Verco, 1895)
- Tripterotyphis triangularis (A. Adams, 1856)